# Chris Gueffroy

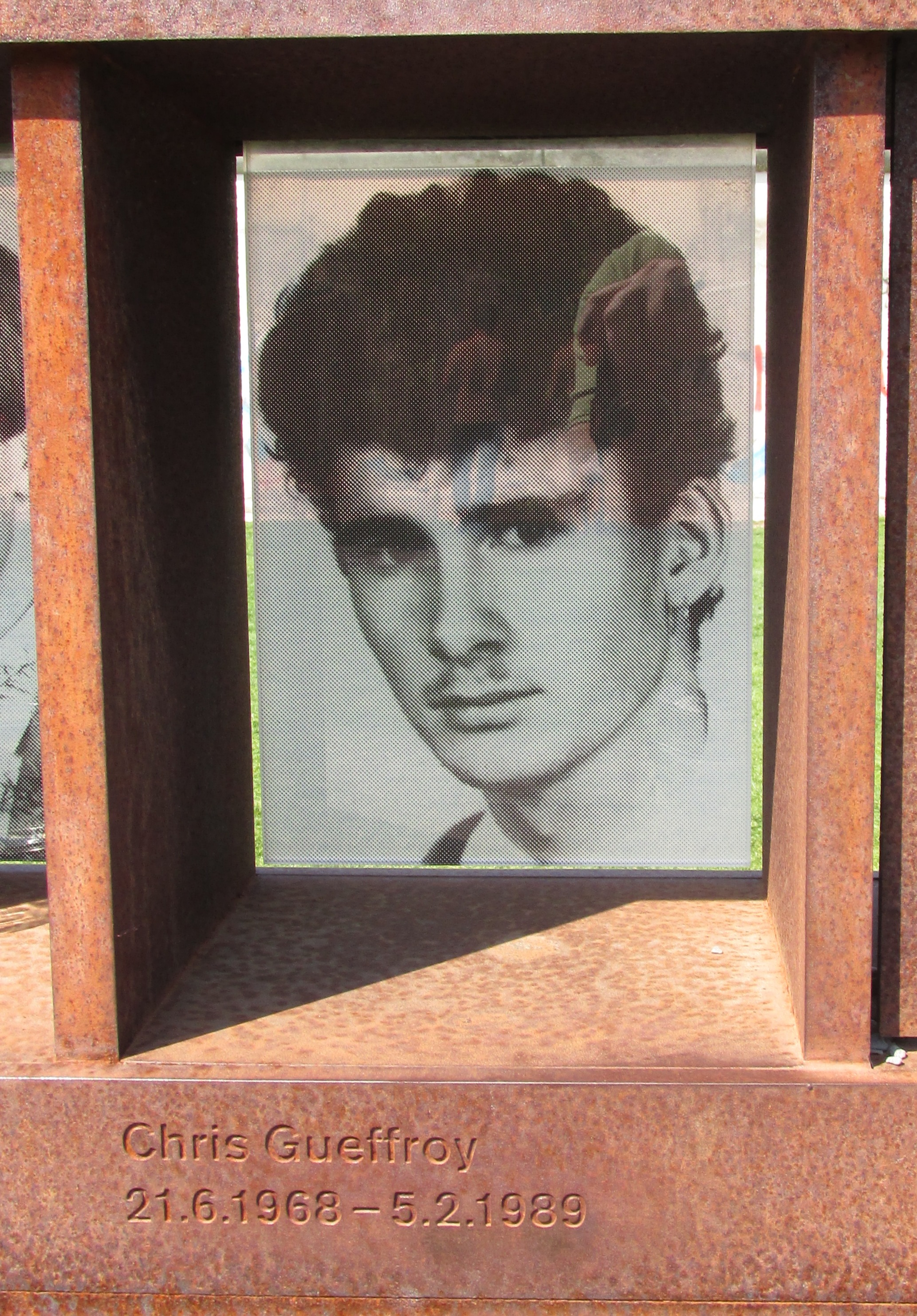
Chris Gueffroy im Fenster des Gedenkens der Gedenkstätte Berliner Mauer

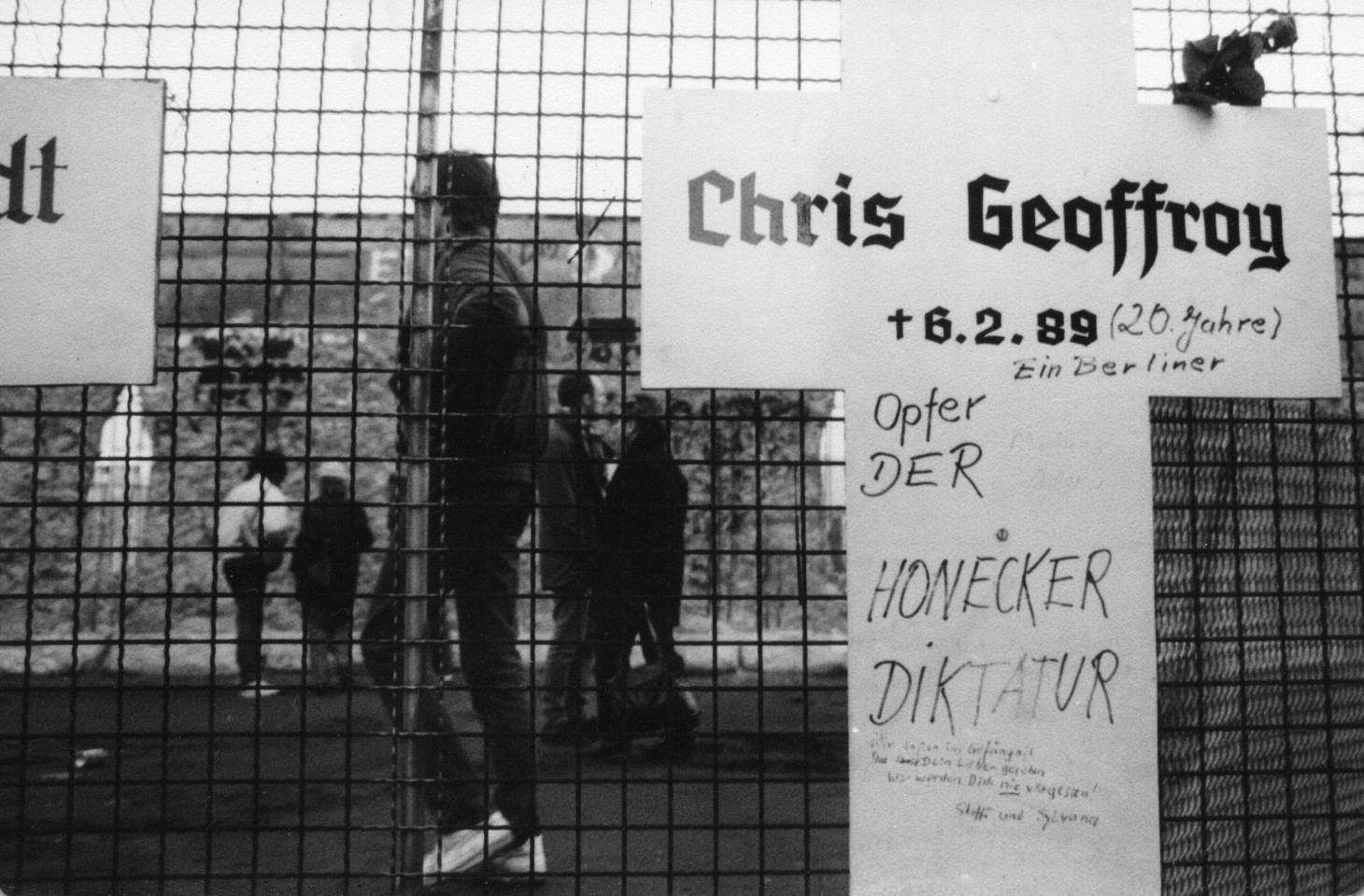
Gedenkkreuz für Chris Gueffroy in der Nähe des Reichstagsgebäudes. Im Hintergrund die schon teilweise zerstörte Mauer. Winter 1989/90.

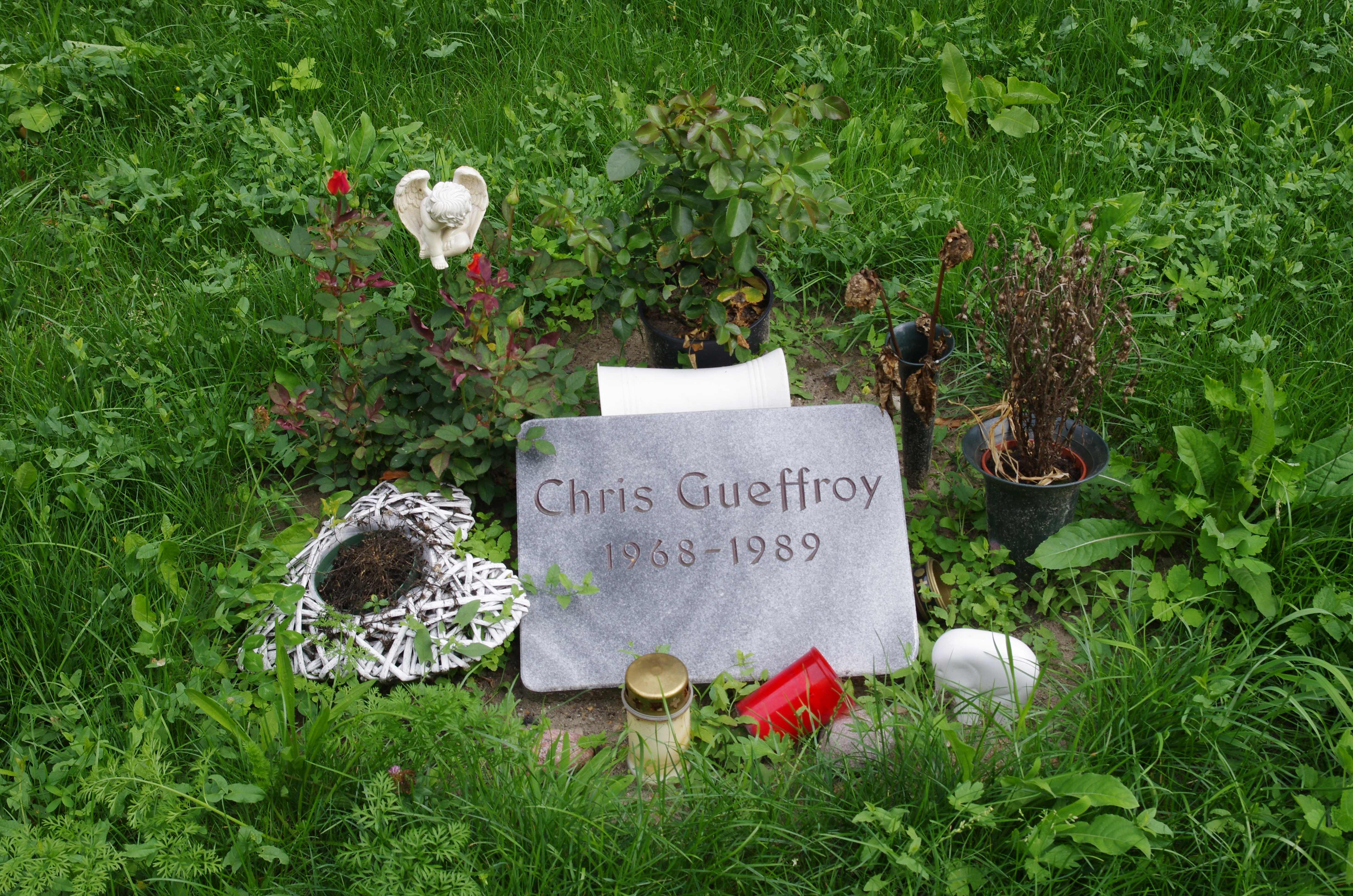
Urnengrab auf dem Friedhof Baumschulenweg in Berlin

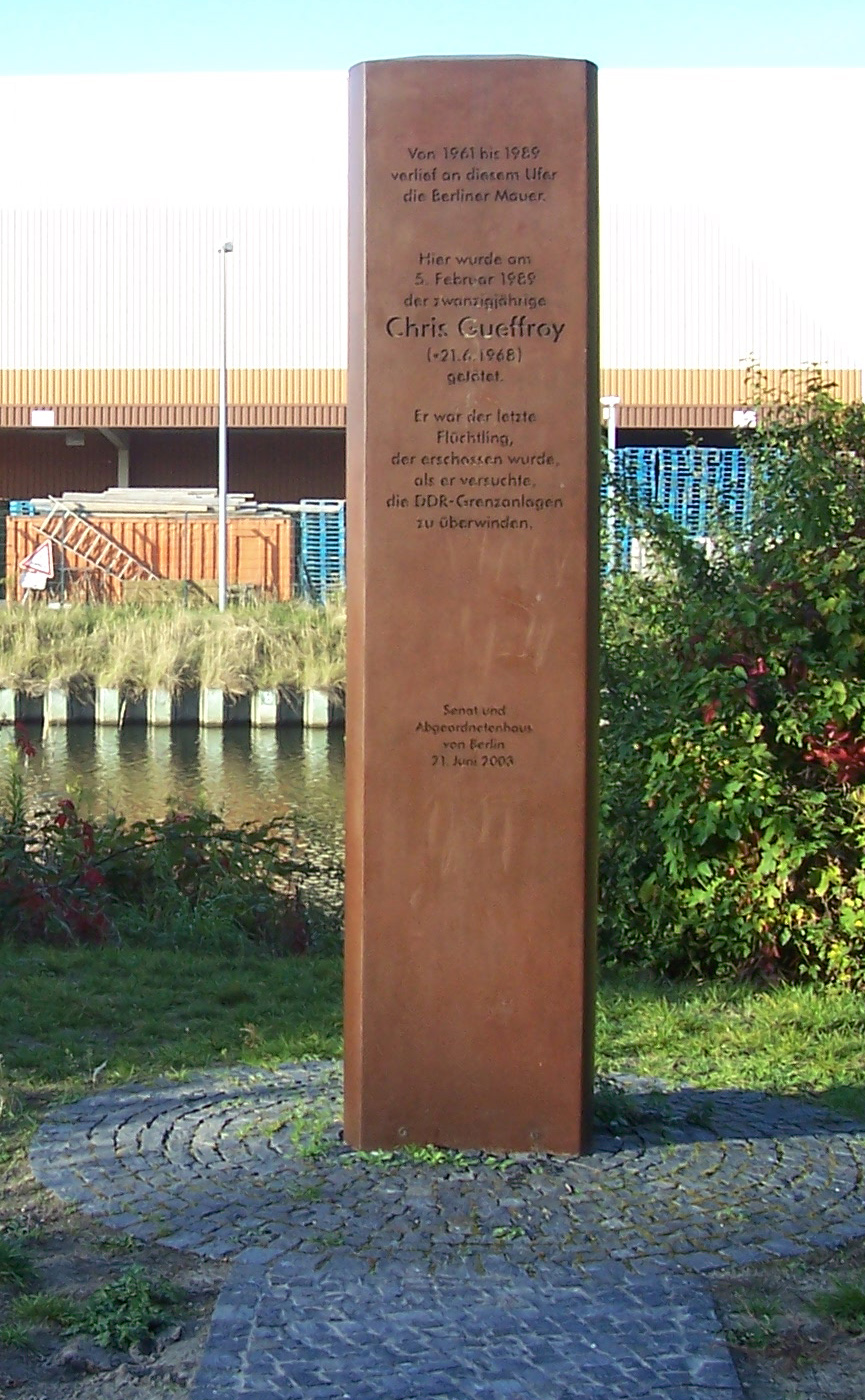
Stele am Britzer Verbindungskanal

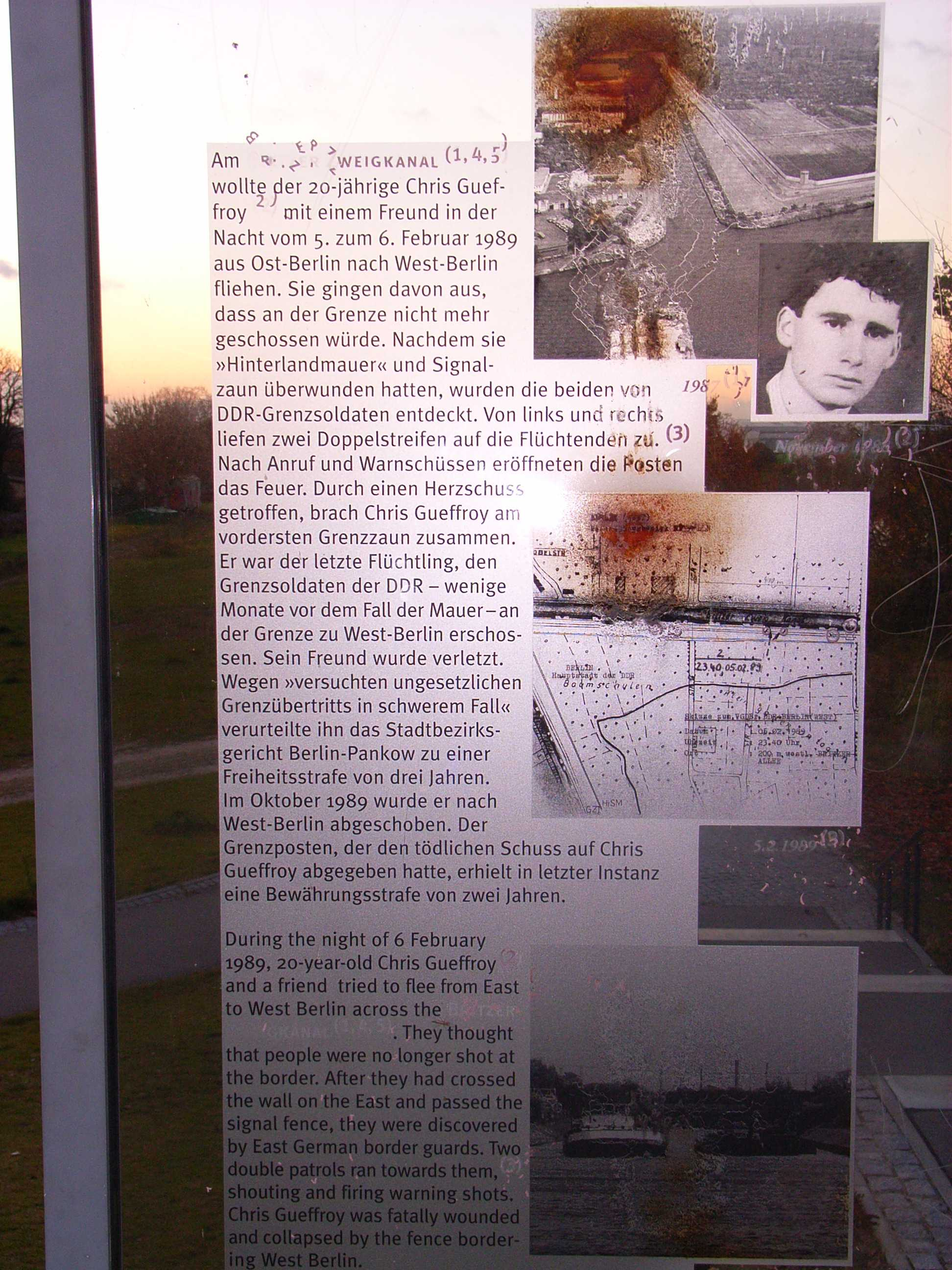
Gedenktafel an der Chris-Gueffroy-Allee

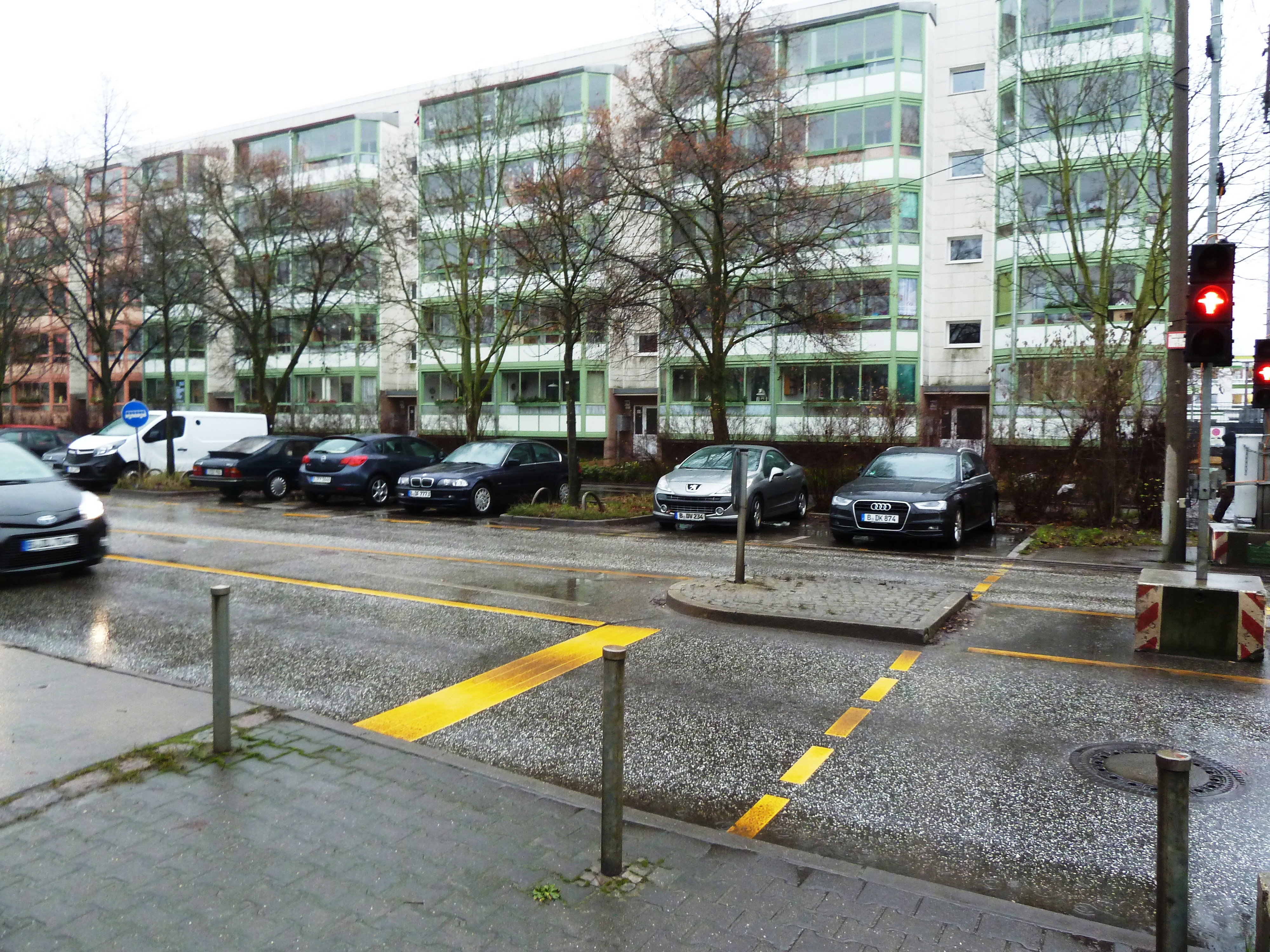
Südostallee 218, letzter Wohnsitz von Chris Gueffroy

Chris Gueffroy (* 21. Juni 1968 in Pasewalk; † 5. Februar 1989 in Ost-Berlin) war das letzte Todesopfer an der Berliner Mauer, das durch den Einsatz von Schusswaffen ums Leben kam.

## Leben
Chris Gueffroy lebte bis 1970 in Viereck, dann bis 1973 in Schwedt und ab 1973 in Ost-Berlin. Bis 1978 besuchte er die 9. Polytechnische Oberschule „Herta Geffke“ in Johannisthal und von 1978 bis 1980 die Kinder- und Jugendsportschule „Heinrich Rau“ des SC Dynamo Berlin, wo er Turnen als Leistungssport betrieb. Von der 6. bis zur 10. Klasse war er Schüler der 20. Polytechnischen Oberschule „Otto Buchwitz“ in Johannisthal.
Im Mitropa-Hotel am Flughafen Berlin-Schönefeld wurde er von 1985 bis 1987 zum Kellner ausgebildet. Hier kam es aufgrund der politischen Situation in der DDR zu Konfrontationen mit Vorgesetzten. Sein Wunsch, das Land zu verlassen, wurde durch mehrere Ausreisen in seinem Freundeskreis bestärkt. Hinzu kam die vorgesehene Einberufung zum Grundwehrdienst bei der Nationalen Volksarmee, die zunächst im Herbst 1988 erfolgen sollte, aber auf Mai 1989 verschoben wurde.
Gueffroy und sein Freund Christian Gaudian planten einen Fluchtversuch über die Berliner Mauer. Sie glaubten, dass der Schießbefehl während des Staatsbesuchs des schwedischen Ministerpräsidenten Ingvar Carlsson in der DDR ausgesetzt sei. Beide versuchten, in der Nacht vom 5. zum 6. Februar 1989 in der Nähe der Kleingartenkolonie „Harmonie“ über den Britzer Verbindungskanal nach West-Berlin zu flüchten, der hier die Grenze zwischen Baumschulenweg (Ost-Berlin) und Neukölln (West-Berlin) bildet. Die vorgesehene Stelle war ca. 2 km von seinem Wohnsitz in der Südostallee 218 in Johannisthal entfernt. Vor dem Überwinden des letzten Metallgitterzauns wurden die beiden Flüchtlinge von Grenzsoldaten der DDR entdeckt und unter Beschuss genommen. Gueffroy wurde von zwei Kugeln getroffen, von denen eine sein Herz traf. Er starb noch im Grenzstreifen. Gaudian wurde schwer verletzt festgenommen.
Gueffroys Mutter wurde am Abend des 7. Februar „zur Klärung eines Sachverhalts“ durch Mitarbeiter der Staatssicherheit ins Ost-Berliner Polizeipräsidium Keibelstraße gebracht. Erst im Verlauf stundenlanger Vernehmungen teilte man ihr mit, ihr Sohn sei bei einem Angriff auf eine „militärische Sicherheitszone“ der DDR schwer verletzt worden und „trotz sofort einsetzender medizinischer Versorgung“ ums Leben gekommen. Gueffroys Bruder gelang es, in der Berliner Zeitung vom 21. Februar 1989 eine Todesanzeige zu veröffentlichen, in der als Todesursache ein „tragischer Unglücksfall“ am 6. Februar genannt wird. Die Trauerfeier mit anschließender Urnenbeisetzung fand am 23. Februar auf dem Friedhof Baumschulenweg (neuer Friedhofsteil) im Feld U 13/531 statt. Unter den Augen der Staatssicherheit gaben ihm weit über einhundert Menschen das letzte Geleit, darunter auch einige westliche Journalisten. Das Grab befindet sich jetzt in der Abteilung 9 des Friedhofs.

## Folgen in der DDR
Die vier beteiligten Grenzsoldaten wurden vom Chef des Grenzkommandos Mitte, Erich Wöllner, mit dem „Leistungsabzeichen der Grenztruppen“ und je 150 Mark Prämie ausgezeichnet.
Gueffroys Freund Gaudian wurde drei Monate nach den Schüssen am 24. Mai 1989 vom Stadtbezirksgericht Berlin-Pankow wegen „versuchten ungesetzlichen Grenzübertritts im schweren Fall“ zu einer Freiheitsstrafe von drei Jahren verurteilt. Gaudian wurde von der Bundesrepublik freigekauft und am 17. Oktober 1989 nach West-Berlin entlassen.

## Juristische Aufarbeitung nach der Wiedervereinigung
Nach der Wiedervereinigung erhob die Staatsanwaltschaft Berlin am 27. Mai 1991 Anklage gegen die vier unmittelbar beteiligten Grenzsoldaten in einem der ersten Mauerschützenprozesse vor dem Landgericht Berlin. Das Gericht sprach zwei der Angeklagten im Januar 1992 frei und verhängte gegen einen weiteren eine zur Bewährung ausgesetzte Strafe. Ingo H., der den tödlichen Schuss ins Herz abgegeben hatte, erhielt eine dreieinhalbjährige Freiheitsstrafe wegen Totschlags. Nach einer erfolgreichen Revision beim Bundesgerichtshof wurde das Urteil 1994 auf zwei Jahre mit Bewährung reduziert. Die anderen drei Angeklagten wurden freigesprochen. Siegfried Lorenz, Mitglied des Politbüros des Zentralkomitees der SED, wurde wegen Beihilfe zum Mord an drei Flüchtlingen, darunter Gueffroy, zu einer Freiheitsstrafe von 15 Monaten auf Bewährung verurteilt.

## Gedenken
Am 21. Juni 2003, seinem 35. Geburtstag, wurde am Ufer des Britzer Verbindungskanals eine Gedenkstele für Gueffroy errichtet. Das Mahnmal stammt vom Berliner Künstler Karl Biedermann. Mit dieser Stele für Gueffroy wird stellvertretend auch an die anderen Opfer des DDR-Unrechts erinnert.
Die Britzer Allee zwischen Baumschulenweg und Neukölln wurde am 13. August 2010 in Chris-Gueffroy-Allee umbenannt. Ein Kreuz der Gedenkstätte „Weiße Kreuze“ am Reichstagufer erinnert an Gueffroy.
2011 erschien der Dokumentarfilm Das kurze Leben des Chris Gueffroy des Filmregisseurs Klaus Salge.